# Жан де Бетанкур
Жан де Бетанку́р (фр. Jean de Béthencourt, фр. вимова: [ʒɑ̃ də betɑ̃kuːʁ]) — французький барон, дослідник та авантюрист, який в 1402 році від імені Кастильської корони очолив завойовницьку експедицію на Канарські острови. Завоювання розпочалась з захоплення острова Лансароте, а в 1405 році Бетанкуру вдалось також підкорити острови Фуертевентура та Ієрро. Хоча Жан де Бетанкур отримав титул короля Канарських островів, сам він визнавав себе підлеглим короля Кастилії Енріке III, який надав Бетанкуру підтримку під час завоювання.

## Передумови
Вважається, що Канарські острови були відомі ще карфагенянам з Кадіса. Римський письменник Пліній Старший називав їх «Щасливими островами». Генуезькому мореплавцеві Ланцеротто Малочелло приписують повторне відкриття Канарських островів у 1312 р.  На карті, створеній у 1339 році майорканським картографом Ангеліно Дульсертом, один з Канарських островів вже було позначено під назвою «Лансароте».

## Біографія

Герб Жана де Бетанкура

Жан де Бетанкур, барон Сен-Мартен-ле-Гайяр, народився в Гренвіль-ла-Тентюр'єр, провінція Нормандія в родині Жана III Бетанкура та Марії де Бракмен. Під час своїх конфліктів з королем Наварри, французький король Карл V наказав знести усі фортеці регіону, що належали прихильникам Наварри, або тим, чиї власники були не в змозі забезпечити їх оборону. Батько Бетанкура служив під керівництвом Бертрана дю Геклена і загинув у битві при Кошерель у травні 1364 р., коли Жан був ще дитиною. Родовий замок Гренвіль був зруйнований в наступному, 1365 році. У 1377 році п'ятнадцятирічний Жан де Бетанкур вступив на службу до Людовика I, герцога Анжуйського і дослужився до статусу сквайра. У період з 1387 по 1391 рік він обіймав почесну посаду канцлера Луї де Валуа і герцога Турена (пізніше герцога Орлеанського). У 1387 р. французький король Карл VI дав дозвіл на відбудову замку в Гренвілі.
Як лорд Гренвіля, Бетанкур мав у підпорядкуванні сім парафій і права на оподаткування усіх товарів, що перетинали його землю. Він утримував Гренвіль як васал графа Лонгевіля Олів'є Дю Гескліна, сина Бертрана дю Гескліна. Пізніше він тримав його як васал англійського короля Генріха V, який захопив цю частину Франції. Схоже що в цей час, скориставшись нестабільністю відносин між Англією та Францією,  Бетанкур займався піратством проти обох сторін. У 1392 році він одружився в Парижі на Жанні де Файєл, дочці Гійома де Файєла та Маргарити де Шатільйон.

## Облога Махдії

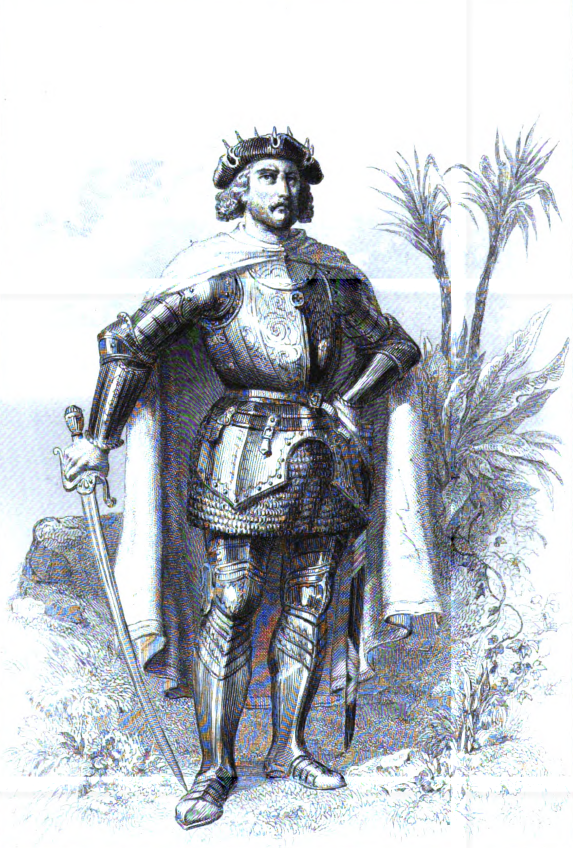
Жан де Бетанкур. Ілюстрація з книги Л.Гарена "Французькі мореплавці" 1846 р.

У 1390 році Бетанкур супроводжував герцога Турена під час Берберського хрестового походу, організованого генуезцями та французькими лицарями для боротьби з берберським піратами з Північної Африки. Пропозиція генуезького дожа Антоніотто Адорно отримала благословення папи римського Боніфація IX і антипапи Климента VII, які оголосили експедицію хрестовим походом. В такому статусі військова експедиція надавала своїм учасникам престиж слави хрестоносців, а також мораторій на сплату боргів, імунітет від судових позовів та папську індульгенцію. Французькі війська, що складалися з 1 500 лицарів під проводом Людовіка II, герцога де Бурбон, взяли в облогу африканське портове місто Махдія на території сучасного Тунісу.
Французи були незнайомі з місцевістю, вони недооцінили супротивника, їм не вистачало важкої облогової техніки і вони були ослаблені внутрішніми суперечками. Зі своєї сторони султан Махдії розумів, що не зможе перемогти у відкритому бою важко озброєних європейських загарбників. У підсумку, втомившись від гнітючої спеки і стурбовані прийдешньою зимою, французи погодились на мирний договір і залишили Махдію взамін на отримання викупу і надання торгових привілеїв генуезцям.
Цілком ймовірно, що саме під час облоги Махдії Бетанкур почув від генуезців оповіді про Канарські острови та про те, що на островах видобувають орчіл, лишайник Roccella tinctoria, з якого виробляли рідкісний і дорогий барвник червоного кольору. Під Махдією він також знову зустрівся з Гадіфером де ла Салем, якого він знав раніше під час служби у герцога Орлеанського і який в подальшому супроводжував Бетанкура в експедиції на Канарські острови.

## Експедиція на Канарські острови

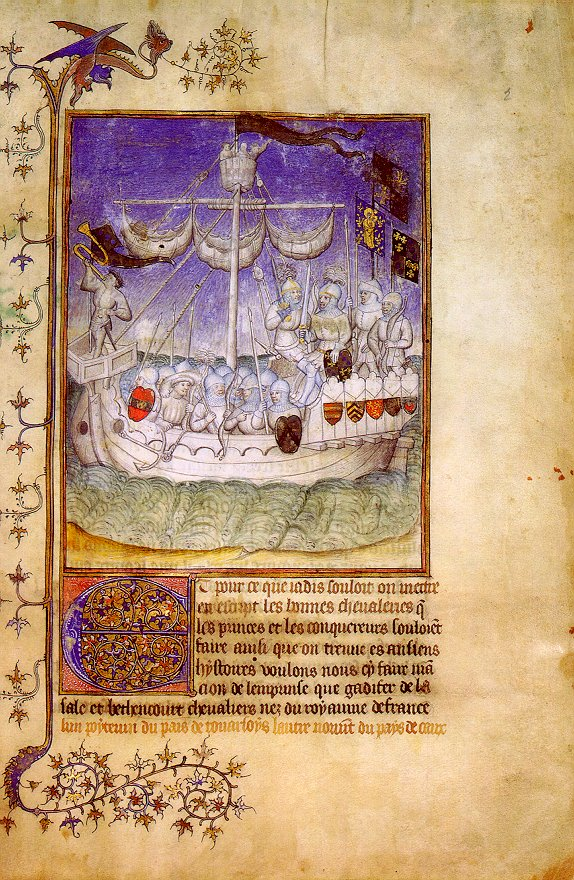
Корабель з нормандцями, що вирушив на завоювання Канар у 1402 році (ілюстрація з «Ле-Канаріен»).

### Підготовка експедиції
У той час Канарські острови населяло місцеве населення гуанчів, племена яких знаходились на рівні розвитку кам'яної доби, а з європейців острови переважно відвідували іспанські торговці. Для фінансування своєї експедиції Бетанкур продав свій будинок у Парижі вартістю 200 золотих франків та деякі інші дрібні предмети своєї власності в грудні 1401 р. Його дядько, Роберт де Бракмон, французький посол у Кастилії, позичив йому 7.000 фунтів під заставу маєтку Бетанкура. За словами Морері, король Кастилії Енріко III доручив завоювання Канарських островів Бракмонові, який передоручив це Бетанкуру.
Бетанкур відплив з Ла-Рошелі 1 травня 1402 із екіпажом з 80 чоловіків, до якого входили різноманітні авантюристи, переважно гасконського і норманського походження, два охрещені індіанці з племені гуанчі, яких захопили в попередніх кастильських експедиціях, два монахи-францисканці (П'єр Бонтьєр і Жан Леверье, який пізніше описав експедицію в Le Canarien) та Жан Аррієт Прудом, який мав допомагати у завоюванні в якості ключового радника та адміністратора.
Пройшовши повз мис Фіністерре, вони прибули в Кадіс, де з'ясувалось, що деякі матроси Бетанкура були настільки перелякані майбутньою мандрівкою, що відмовились продовжувати плавання. З 80 членів екіпажу, з якими він вирушив у дорогу з Ла-Рошелі, на кораблі Бетанкура залишилось лише 53.

### Завоювання Лансароте, Фуертовентури та Ієрро
З цим зменшеним складом Бетанкур влітку 1402 року дістався до Лансароте, найпівнічнішого населеного острова архіпелагу. Бетанкуру і Гадіферу де ла Саль вдалось підкорити Лансароте без значних військових зусиль, але спроба висадитись на острів Фуертевентура наштовхнулась на збройний опір і вимагала більших сил, ніж були в розпорядженні Бетанкура. Поки Гадіфер де ла Саль продовжував досліджувати Лансароте та сусідні острови, Бетанкур був змушений повернутись до Європи, щоб зібрати нове підкріплення. Події бурхливого правління Карла VI у Франції не дозволило йому отримати допомогу для продовження завоювань на батьківщині. Проте цьому вдалось отримати підтримку від Енріке III, короля Кастилії, за умови, що Бетанкур визнає залежність земель, які будуть завойовані, від Кастильської корони.  
22 січня 1403 року антипапа Бенедикт XIII з Авіньйону оприлюднив буллу про надання індульгенцій для тих, хто допомагатиме Бетанкуру і Ла Саль у їхньому хрестовому поході проти невірних остров'ян. Подібним чином 28 листопада того ж року було видано королівська грамота, у якій король повідомляв посадовцям Кастильського королівства про плани свого норманського васала завоювати острови та вимагав надавати такий самий статус товарам з Канарських островів, як і товарам з решти Кастилії.  
У цей час на Лансароте почалася боротьба за владу між Гадіфером та Бертином де Берневалем, іншим офіцером Бетанкура. Бертин розпалював суперечки між норманами Бетанкура і гасконцями Гадіфера. До конфлікту долучились тубільці і в результаті в перші місяці відсутності Бетанкура десятки людей загинули. Лише з поверненням Бетанкура в 1404 р. було відновлено мир. Бетанкур повернувся на острова з титулом «короля і лорда Канарських островів», отриманим на правах вассала Кастилії. Але нові титули Бетанкура і васалітет від Кавстилії викликали заперечення Ґадіфера де ла Саль і між двома партнерами виникла суперечка, що змусла Ла Саля повернутися до Франції.  
Завоювання Лансароте завершилось 20 лютого 1404 р., коли Бетанкур охрестив короля Гуардарфію під ім'ям Людовик та нав'язав християнство більшості тубільців. Потім він колонізував Фуертевентуру, де в 1404 році заснував свою столицю місто Бетанкурію, яка й досі носить його ім’я, а потім підпорядкував собі острів Ієрро. Проте спроба підкорити Гран-Канарія закінчилась тим, що тубільці гуанчі розбили сили Бетанкура у битві при Аргінегіні на півдні острова.

## Повернення в Нормандію
Наприкінці 1405 року, залучивши на острів багатьох своїх норманських співвітчизників в якості колоністів, Бетанкур остаточно залишив Канарські острови, передавши управління одному своєму племіннику Масіо де Бетенкуру і повернувся в Нормандію, де провів решту свого життя.  У 1415 році англійці висадилися в Арфлері і, втративши  через Столітню війну зв'язок з Канасрськими островами, Жан де Бетанкур в 1418 році продав свої права на архіпелаг Кастилії. Він помер у 1422 р. і був похований у церкві Гренвіль-ла-Тейнтюр'є. 
Не зважаючи на уступку Бетанкуром своїх прав Кастилії, його племінник Масіо передав Канарські острови португальському принцу Енріке Мореплавцю, після чого перебрався на португальський острів Мадейра, де жив в почестях, маючи королівські привілеї та ставши кавалером Мальтійського ордена, але залишив після себе лише позашлюбних нащадків. У 1431 році Папа Римський Євгеній IV поставив крапку в суперечності між правами Кастилії і Португалії і визнав права на Канарські острови за Кастилією.

## Прізвище Бетанкур
Прізвище Бетанкур (та інші, пов'язані з ним форми) дотепер часто зустрічається серед жителів Канарських островів, незважаючи на те, що сам Бетанкур помер без нащадків. Поширення на островах його прізвища відбулось завдяки практиці хрещення тубільців, яке відбувалось наданням прізвища хрещеного батька, а також завдяки нащадкам його племінника Масіо де Бетанкура, який змінив Жана на посаді володаря островів.
Деякі з Бетанкурів мали значний вплив на островах, зокрема Джинес де Кабрера Бетанкур, відомий будівництвом Каса-де-Лос-Коронелес (Будинок Полковників) у містечку, яке сьогодні називається Ла-Оліва.
Двома непрямими французькими нащадками Бетанкура є покійний Андре Бетанкур, що одружився зі спадкоємицею косметичного гіганта L'Oréal і його дочка Франсуаза Бетанкур Мейерс, поточна спадкоємиця L'Oréal.

## Зовнішні посилання
- The Canarian, by Béthencourt // Internet Archive(англ.)
- «Канарець [Архівовано 28 січня 2021 у Wayback Machine.]» (1490) в перекладі І. В. Кривушина и Е. С. Кривушиної, 2009. (рос.)
- Історія Канарських островів [Архівовано 20 серпня 2008 у Wayback Machine.] (англ.)
- EFEMÉRIDES DE LA NACIÓN CANARIA: UNA HISTORIA RESUMIDA DE CANARIAS(ісп.)